# 작은벌거숭이박쥐
작은벌거숭이박쥐(학명: Cheiromeles parvidens)는 큰귀박쥐과에 속하는 박쥐의 일종이다. 인도네시아와 말레이시아의 토착종이다. 잘 알려져 있지 않은 종으로 개체군 상태는 불명확하다. 나무 구멍에서 둥지를 틀고, 곤충을 먹는 것으로 알려져 있다.